# Aloe gloveri
Aloe gloveri é uma espécie de liliopsida do gênero Aloe, pertencente à família Asphodelaceae.